# Val Trenta
La Val Trenta è una valle del Goriziano sloveno solcata dal fiume Isonzo, che attraversa gli insediamenti di Trenta, Sonzia, Lepena e Coritenza di Plezzo (Kal-Koritnica), appartenenti al comune di Plezzo: nel territorio, che ricopre un'area di circa 168 km², vivono appena 456 abitanti.

## Geografia

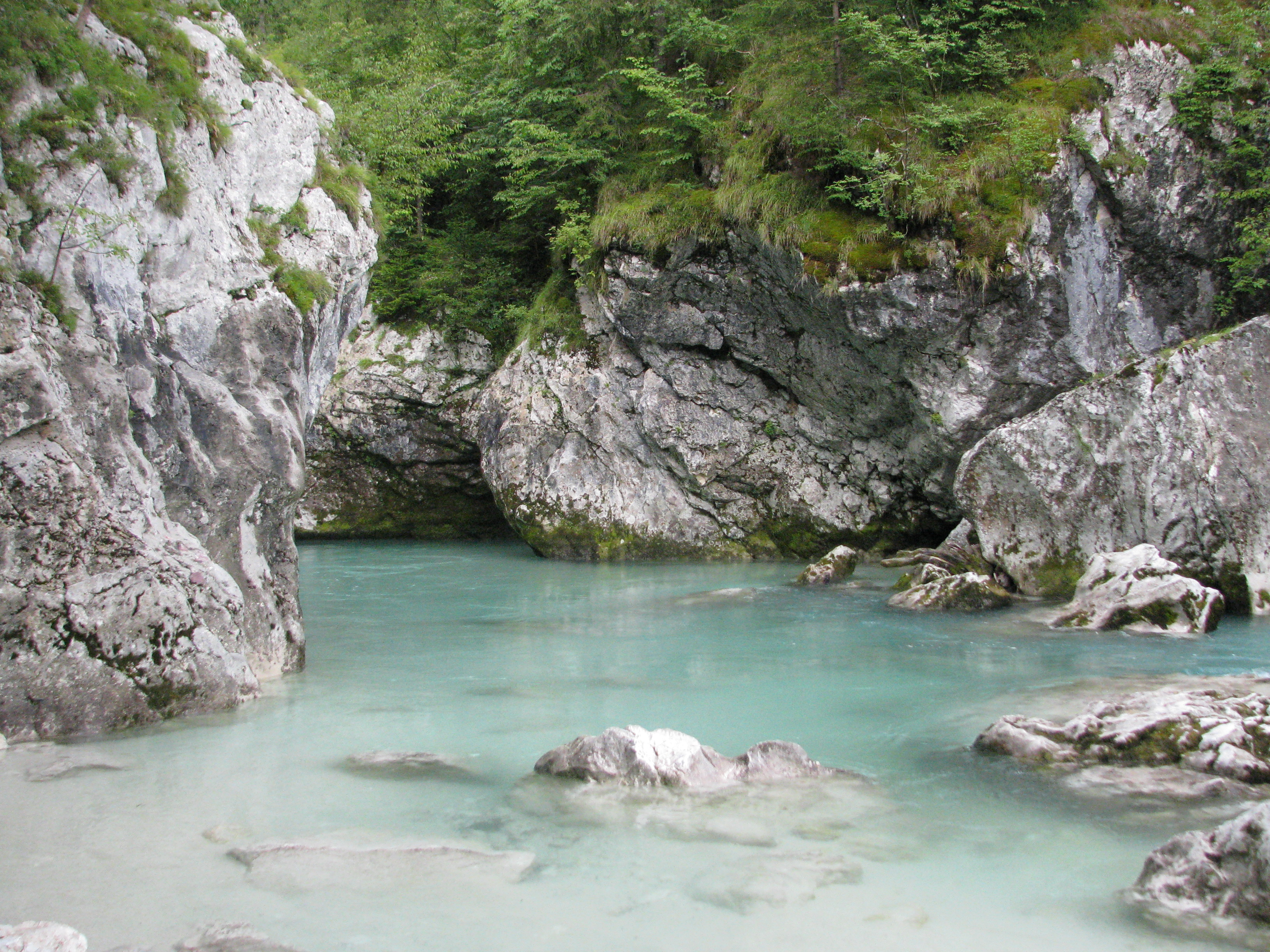
Le forre dell'Isonzo a Coritenza di Plezzo (Kal - Koritnica)

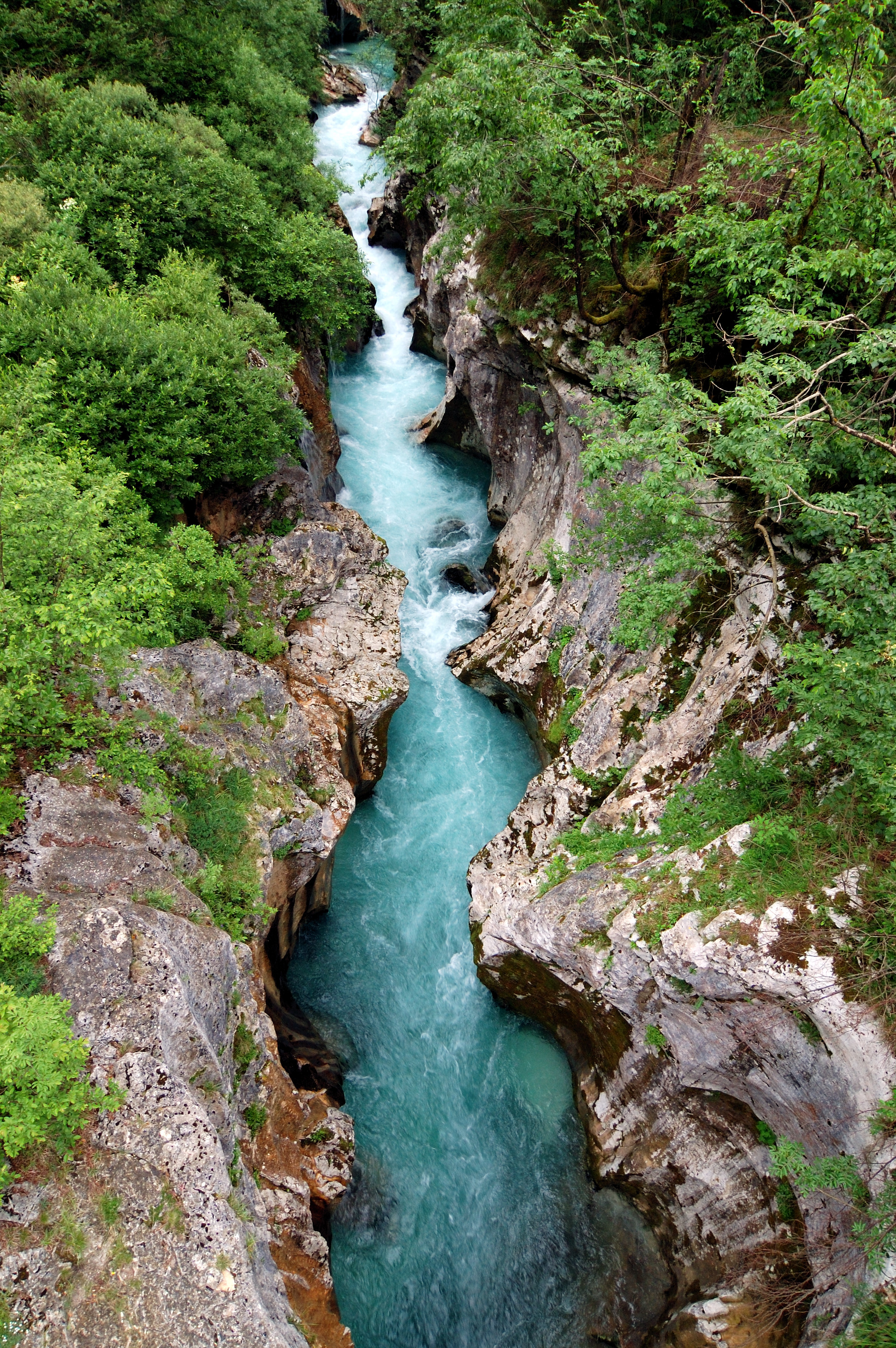
Le forre dell'Isonzo a Sonzia

Compresa quasi interamente nel Parco Nazionale del Tricorno, inizia alle pendici del monte Bavški Grintavec, dalle quali sgorga il torrente Trenta e termina tra l'insediamento di Coritenza di Plezzo e la località Jablenca di Oltresonzia, ricoprendo la parte più settentrionale del bacino idrografico dell'Isonzo; è una valle di origine glaciale delle Alpi Giulie, sulla quale si affacciano alcune tra le vette più note del Parco Nazionale del Tricorno: il Vogel, il Kanjavec, il Tricorno (Triglav), il Trentski Pelc, la Galičica, il Monte Razor, il  Prisojnik, lo Špičk (letteralmente Picco o Cima Aguzza), il Gialuz e il monte Grinta di Plezzo (Grintavec).
La parte superiore della valle, che si estende dal Bavški Grintavec alla località Na Logu di Trenta, è detta Trenta finale, mentre quella inferiore, che ha andamento nordest-sudovest, è detta Trenta inferiore. Il fiume che l'attraversa, che sgorga all'altitudine di 1.100 m nelle vicinanze del Passo della Moistrocca (1.611 m s.l.m.), riceve le acque dai torrenti Trenta, Mlinarica, Zadnjica, Trebiščnica, Laventnik, Vrsnik, Lepenica e Golobarski Potok. Il territorio, altamente sismico, il 12 aprile 1998 fu colpito, insieme alla Conca di Plezzo, da un sisma di grado 5,6 della scala Richter, e, il 12 luglio 2004, da uno di grado 4,9.

## Monumenti e luoghi d'interesse
- Grande Forra dell'Isonzo: scavata dall'Isonzo, si trova in prossimità di Sonzia e si protrae per oltre 750 m, raggiungendo una profondità variabile dai 10 ai 15 m. Altre forre si trovano nelle vicinanze di Cal-Coritenza.
- Forra del Mlinarica: originata dal torrente Mlinarica, la forra è lunga 1 km e larga circa 100 m e, prima di confluire nell'Isonzo, si restringe in una gola che termina con una cascata di 8 m.
- Fucine di Pri Cerkvi: a 2 km di distanza dall'abitato di Trenta sono visibili i resti delle antiche fucine, attive tra il Cinquecento e il 1778. Nei pressi di queste sorge la chiesa consacrata alla Vergine Maria di Loreto, costruita nel 1960 e decorata dai pregevoli affreschi del pittore Tone Kralj[6].
- Giardino botanico Juliana: è stato fondato nel 1926 dal commerciante ugonotto Albert Bois de Chesne (1871 -1953) con l'aiuto dell'amico alpinista Julius Kugy, tutelato dal 1951 e gestito dal museo di scienze naturali della Slovenia. Il giardino ospita circa 600 specie vegetali, per lo più alpine e carsiche, tra le quali alcune di endemiche. Lo splendido giardino è situato nella vallata sotto la cascata Kukla e vicino alla chiesetta di Santa Maria na Logu, a 800 metri dal livello dal mare, e a pochi metri dal fiume Isonzo. Esso copre un'ampiezza di 2,572 m²; quando la regione fu annessa alla Jugoslavia dopo la seconda guerra mondiale, l'orto botanico perse l'aiuto professionale di cui necessitava, in seguito alcuni botanici sloveni sotto la direzione della dottoressa Angela Piskernik se ne presero cura. Dal 1949 il Museo di Storia Naturale Slovena si occupò dell'orto botanico, e questo fino al 1962. Tuttavia già dal 1951 il giardino nominato Juliana diventò un monumento dedicato alla natura ben conservato. Molte delle piante presenti nel giardino provengono dalle Alpi Giulie Orientali e Occidentali, dalle montagne del Friuli, dal Carso, dalle Caravanche e perfino dal Caucaso; esiste anche la banca dei semi di cui se ne occupa sempre la Facoltà di Botanica. Con grande dedizione e professionalità, si sono occupati i giardinieri Ancka Kavs, Anton Tozbar. È visitabile da maggio a settembre dalle 9.00 a.m. alle 18.00 p.m.[7]
- Monumento a Julius Kugy: dedicato al noto alpinista, musicista e scrittore austro-ungarico, fu eseguito nel 1953 dallo scultore sloveno Jakob Savinšek. È collocato all'altitudine di 800 m, vicino alla strada che conduce al Passo della Moistrocca (Vršič), e ritrae Julius Kugy che osserva estasiato la cima del Monte Gialuz.
- Sorgente dell'Isonzo: Le sorgenti del fiume, raggiungibili dal rifugio Koča pri Izviru Soče attraverso un sentiero a tratti ripido, sono costituite da una fessura carsica sulla roccia del Monte Travnik (2379 m s.l.m.) a 990 m s.l.m. dove vengono alla luce le sue acque smeralde che, dopo una serie di cascate, raggiungono la parte inferiore della Zadnja Trenta, unendosi alle acque del Suhi Potok[8]. La temperatura media annua dell'acqua dell'Isonzo alla fonte si attesta a 4 °C[9].

## Galleria d'immagini

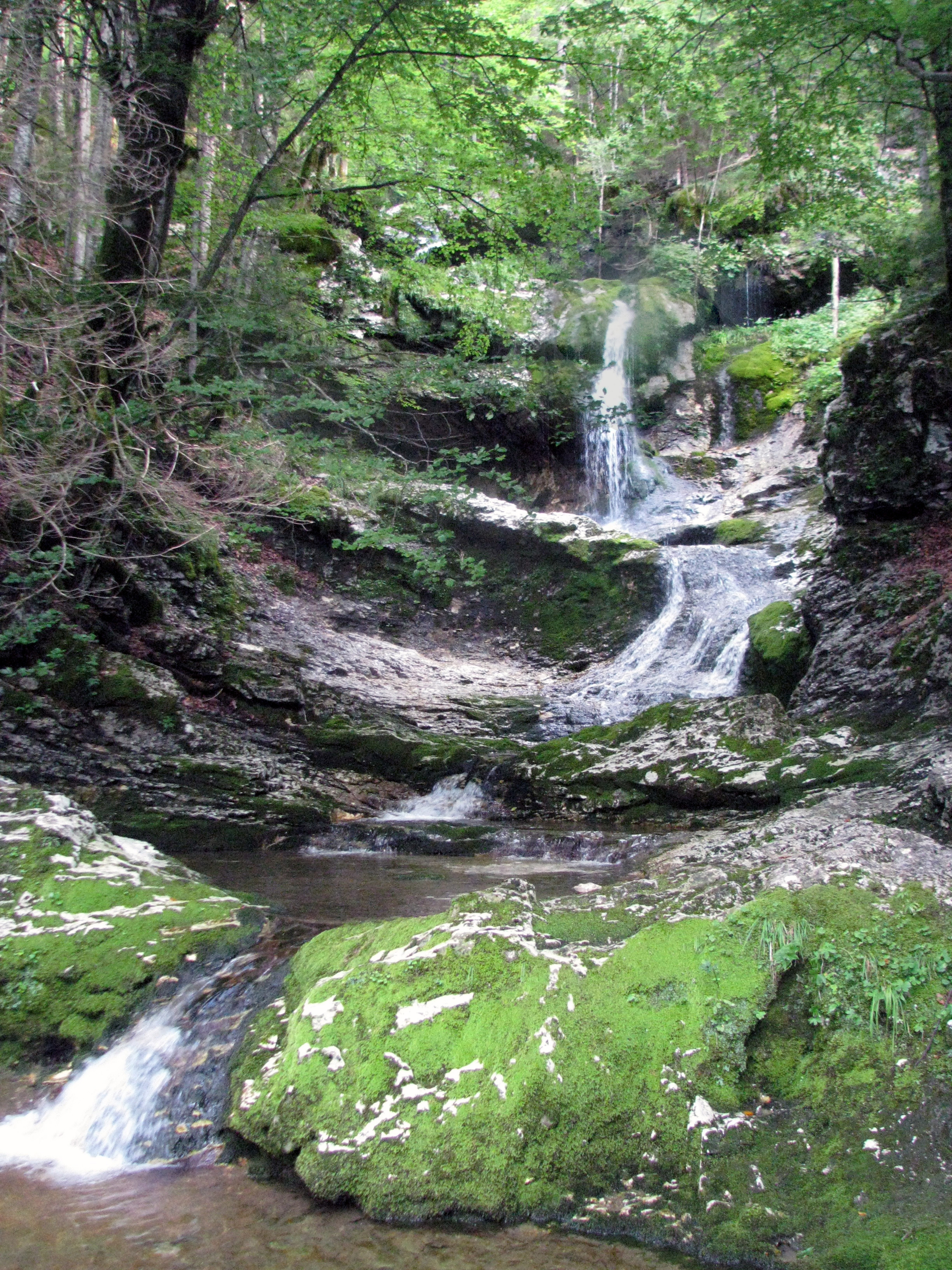
Le cascatelle della Trebiški Dol
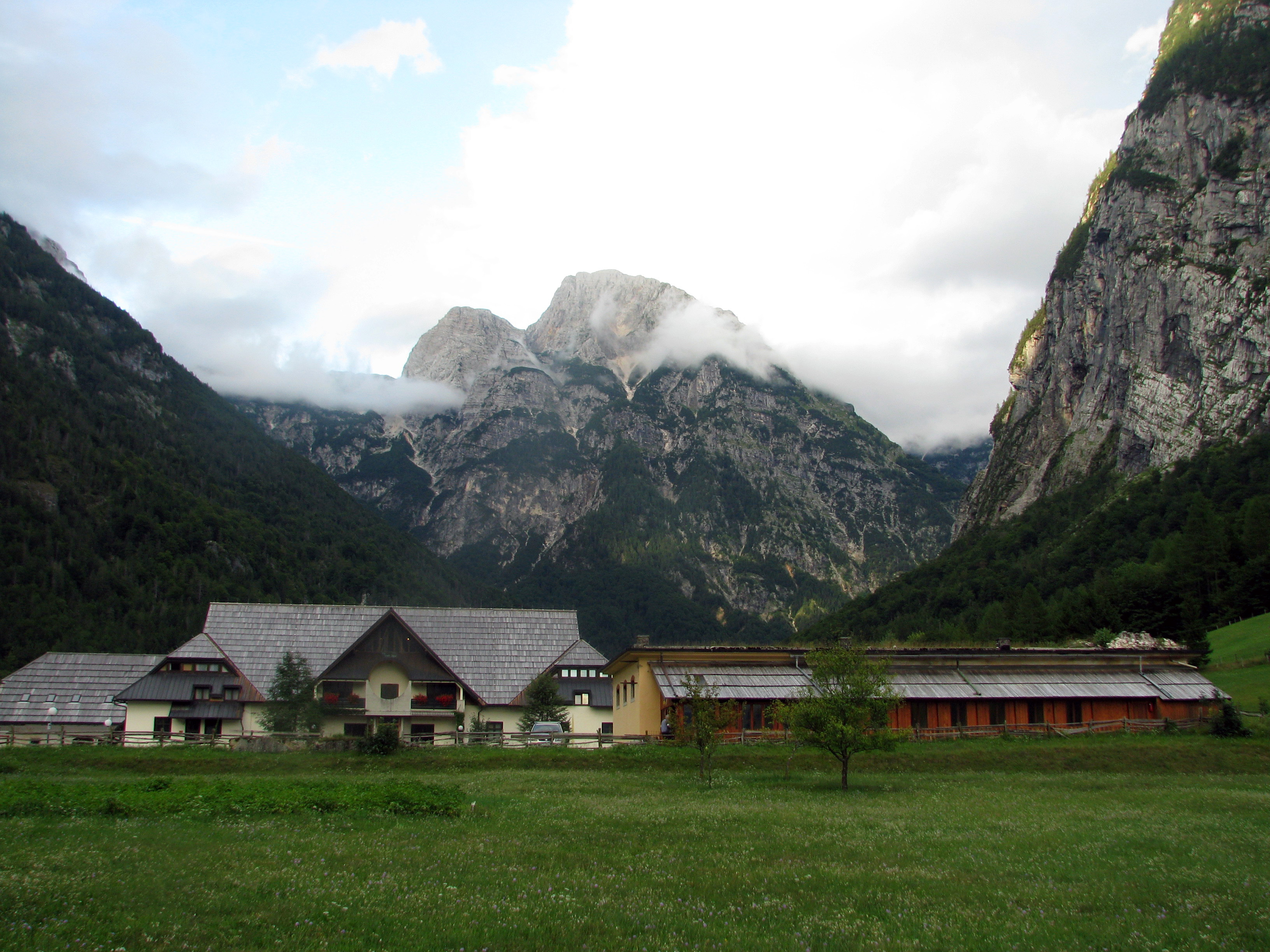
L'abitato principale di Trenta
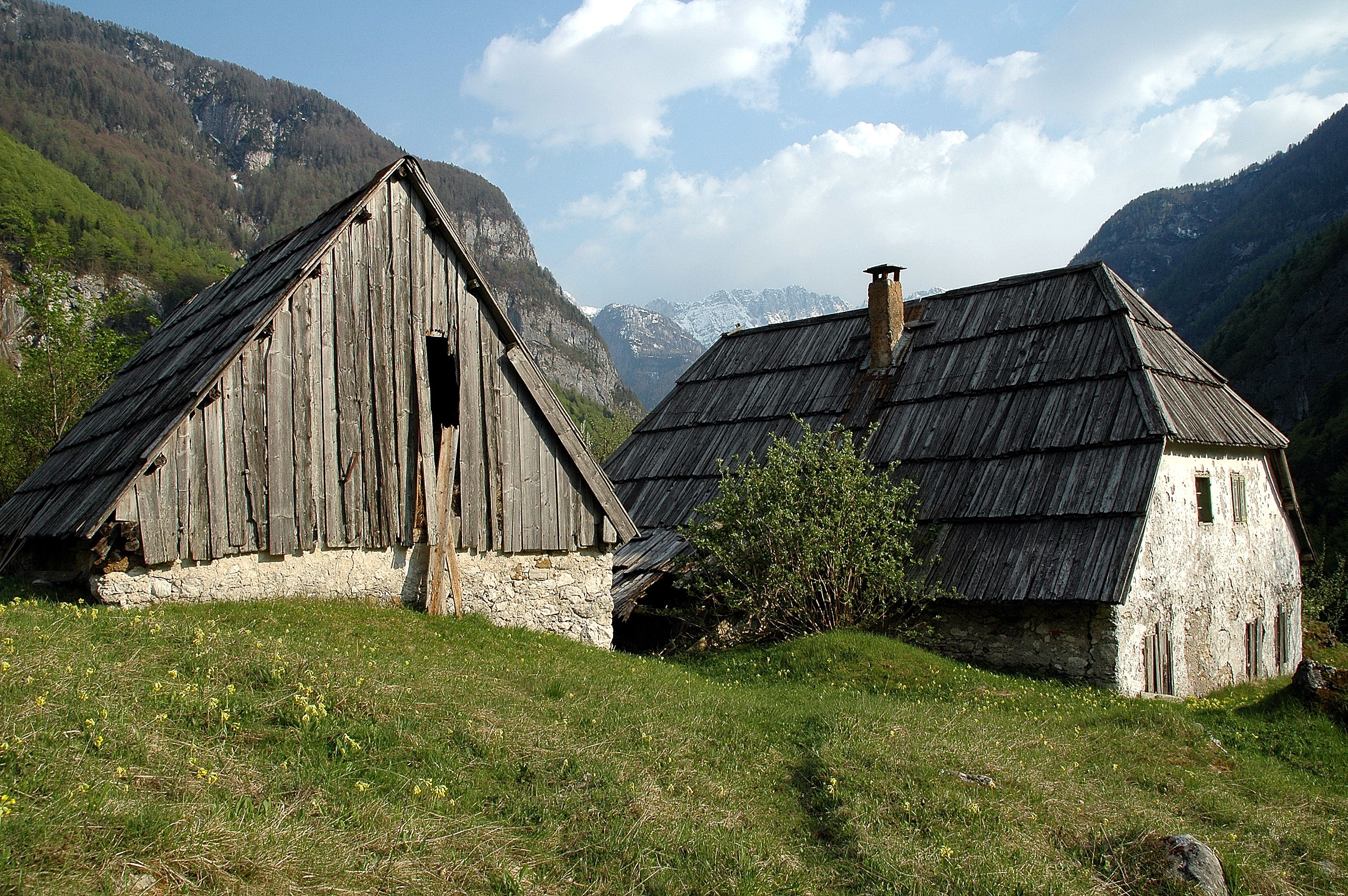
Un caratteristico nucleo abitato della Zadnja Trenta
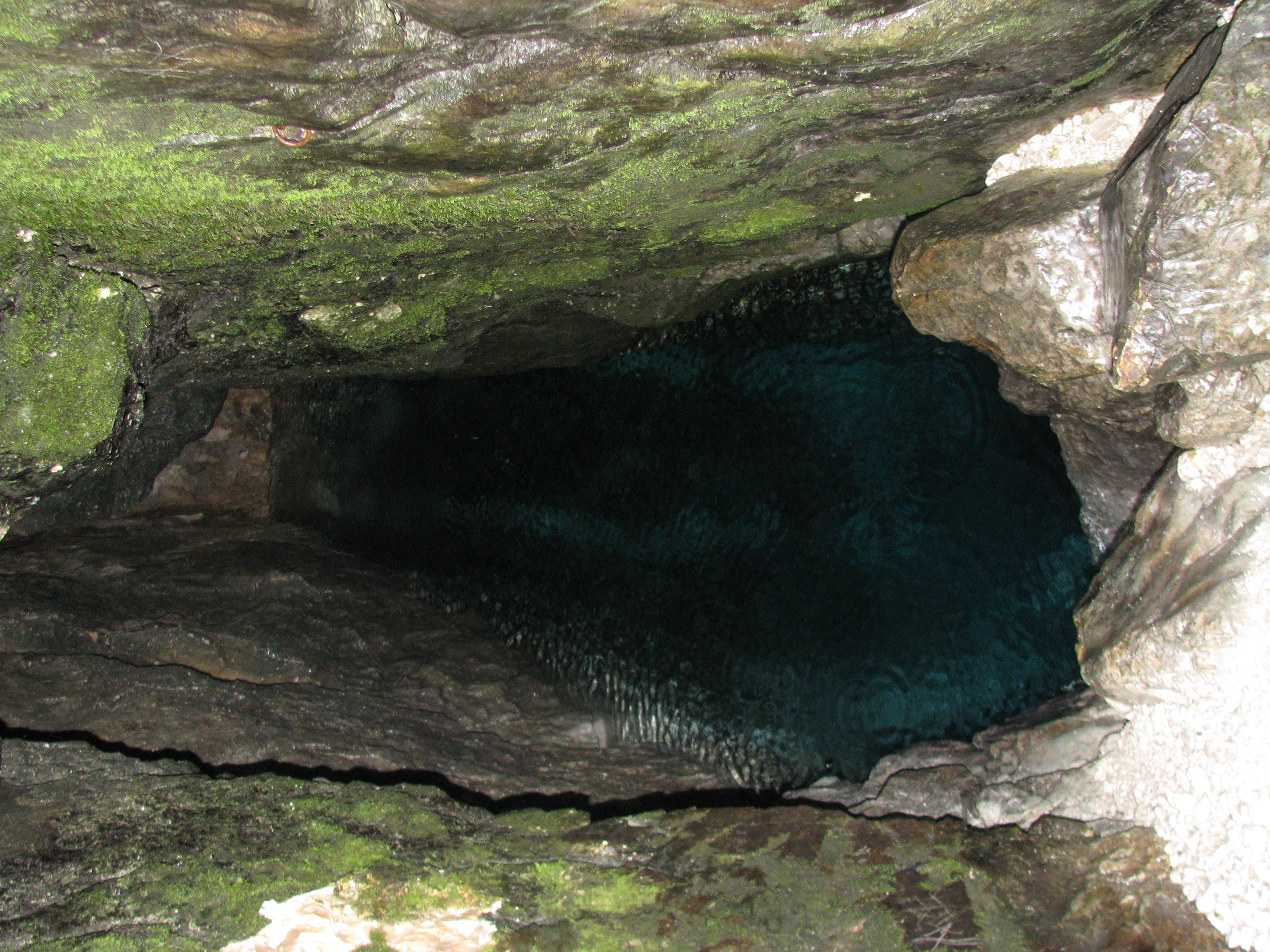
La sorgente dell'Isonzo in un periodo di magra
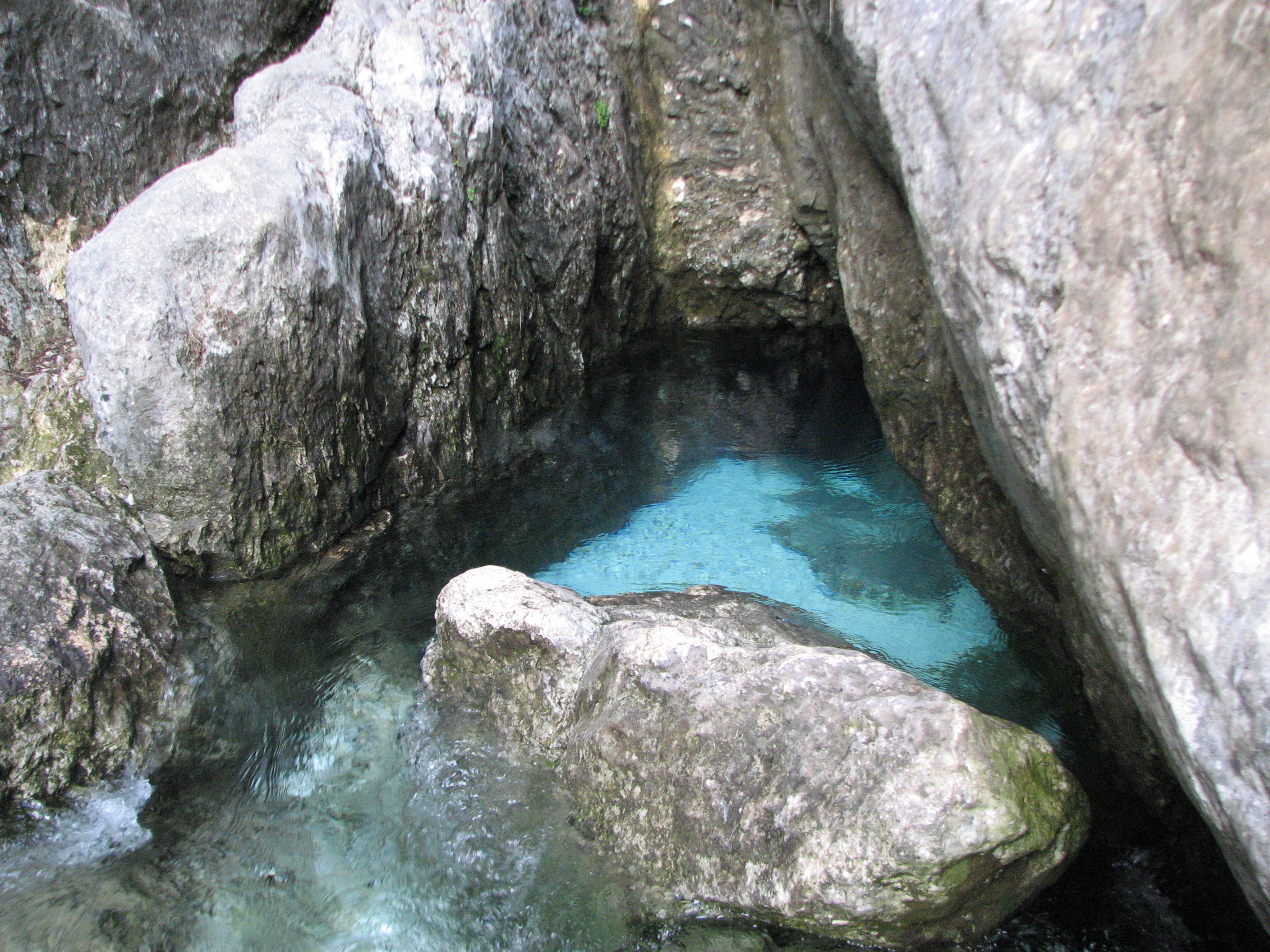
La sorgente dell'Isonzo in un periodo di piena